# Abadi jezik
Abadi jezik (gabadi, kabadi; ISO 639-3: kbt), austronezijski jezik uže skupine papuan tip, kojim govori 4 300 ljudi (2007 SIL) u provinciji central, Papua Nova Gvineja, sjeverno od bazena Galley Reach.
Abadi je jedini predstavnik podskupine gabadi, koja čini dio šire zapadne skupine centralnopapuanskih jezika. Mlađa populacija služi se tok pisinom [tpi] ili engleskim [eng]. Pismo: latinica. gabadi je Motu naziv

## Vanjske poveznice
- Ethnologue (14th)
- Ethnologue (15th)